# جون بوستوك
جون بوستوك (بالإنجليزية: John Bostock)‏ (15 يناير 1992 المملكة المتحدة - ) هو لاعب كرة قدم بريطاني، يلعب كلاعب وسط.

## وصلات خارجية
جون بوستوك على موقع الدوري الأمريكي (الإنجليزية)
- جون بوستوك على موقع قاعدة بيانات كرة القدم.إي يو (الإنجليزية)
- جون بوستوك على موقع ليكيب (الفرنسية)
- جون بوستوك على موقع Soccerbase.com (لاعب) (الإنجليزية)
- جون بوستوك على موقع Soccerway.com (الإنجليزية)
- جون بوستوك على موقع عالم كرة القدم.نت (الإنجليزية)
- جون بوستوك على موقع AS.com (الإسبانية)